# STIM2
La molécula de interacción con el estroma 2 (STIM2) es una proteína que está codificada en el gen STIM2 en el ser humano.  A pesar de que la función de STIM2 no ha sido totalmente comprendida durante años, estudios realizados entre los años 2009-2010 en células humanas in vitro o en modelos murinos in vivo sugirieron que STIM2 participa en procesos de desarrollo y funcionamiento en muchas estirpes celulares, como por ejemplo en mioblastos del músculo liso, en células del sistema inmunitario y en neuronas. Además, también participa en el desarrollo de enfermedades autoinmunes, en mecanismos de daño neuronal producido por condiciones de isquemia y se han encontrado indicios de que también podría participar en procesos de tumorigénesis.
Este gen es miembro de la familia de las moléculas de interacción con el estroma (STIM), compuesta por dos miembros incluyendo a STIM1, que probablemente derivan de un gen ancestral común. Ambos codifican proteínas transmembrana tipo I localizadas en el retículo sarco/endoplasmático (SR / ER) de la célula. Dos sitios de inicio de traducción, uno estándar AUG y otro alternativo (UUG) dan lugar a dos isoformas de STIM2. 

Ambos miembros de la familia STIM fueron identificados en el año 2005 como moléculas sensoras del calcio (Ca2+) libre almacenado en el ER que participan en un mecanismo de entrada de Ca2+ en la célula conocido como entrada de Ca2+ operada por depósitos intracelulares(SOCE). Muchas funciones celulares y vías de señalización son iniciadas por pequeñas liberaciones de Ca2+ almacenado en orgánulos subcelulares, las cuales necesitan de un rellenado continuo. Se considera a SOCE como el mecanismo de rellenado de dichos orgánulos y como un mecanismo esencial de señalización mediado por Ca2+, particularmente importante en células no eléctricamente excitables. Mientras STIM1 desencadena la activación de SOCE, investigaciones sobre STIM2 sugieren una función principal como molécula reguladora que estabiliza los niveles de Ca2+ en el citoplasma y en el S/ER. STIM2 detecta pequeñas disminuciones de Ca2+ almacenado en el S/ER, pasa al estado activado e interacciona con un tipo de canales de Ca2+ denominados canales operados por depósitos intracelulares de Ca2+ (SOC) que se encuentran localizados en la membrana plasmática, como por ejemplo canales Orai o TRPC, permitiendo SOCE en la célula.

## Estructura génica y proteínica
En el año 2001, STIM2 se identificó como un nuevo gen homólogo al gen de STIM1, convirtiéndose en el segundo miembro de una familia génica formada por tan solo dos miembros en vertebrados. El gen de STIM2 contiene doce exones y once intrones localizados en el cromosoma humano 4p15.1, y en el brazo largo del cromosoma 5 en ratón, cerca del centrómero.
Los miembros de la familia STIM probablemente hayan evolucionado de un gen único en organismos eucariotas multicelulares inferiores a dos genes relacionados en vertebrados, ya que tanto STIM1 y STIM2 en el ser humano como Stim (D-Stim) en Drosophila melanogaster poseen una organización genómica conservada similar. La proteína D-STIM posee 570 residuos de aminoácidos (aas) y exhibe una gran similitud tanto con STIM1 (33% idéntico; 50% de la secuencia de aas conservada) como con STIM2 (31% idéntico; 46% de la secuencia de aas conservada). No se han identificado genes con una estructura parecida a STIM en organismos procariotas o en eucariotas unicelulares. Hasta ahora no se han identificado más proteínas similares a STIM en vertebrados.

STIM2 es una proteína transmembrana de tipo I que se localiza en la membrana del S/ER en la célula. En el ser humano, STIM2 está formada por 833 aas (105-115 kDa) (Fig. 1), 148 aas más si se compara con STIM1. La región N-terminal de ambas proteínas comparte un 66 % de similitud a lo largo de 577 aas (el 85% de la secuencia de aas de STIM1). Solo el extremo C-terminal muestra una divergencia significativa en su secuencia.

La estructura de los dominios está muy conservada en ambas isoformas (Fig. 1).

La secuencia de aas de STIM2 en ratón comparte un 92% de homología con STIM2 en el ser humano, de acuerdo con el alineamiento de secuencias generado por el modelo informático BLAST, y la estructura de dominios también se encuentra altamente conservada (Fig. 1).

Finalmente, en el ser humano STIM2 sufre modificaciones in vivo en su estructura una vez terminada la fase de traducción, tales como una fase de maduración por eliminación del péptido señal S/ER (14 aas), glicosilación y grados variables de fosforilación. Sin embargo, se desconocen los sitios de fosforilación (Fig. 1).

### Estructura de los dominios
La región N-terminal de STIM2 se localiza en el lumen del S/ER y contiene un dominio sensible al Ca2+ llamado EF-hand, otro dominio EF-hand ‘‘oculto’’ descubierto recientemente, y un dominio alfa estéril (SAM), bien conocido por su mediación en interacciones entre proteínas (Fig. 1).
La región N-terminal está separada de la región C-terminal por un dominio transmembrana simple, muy conservado entre las proteínas de la familia STIM.

La región C-terminal presenta un alto grado de conformación en hélice alfa. Una porción grande cercana al dominio transmembrana muestra una conformación similar a un dominio de la familia ezrin/radixin/moesin (ERM), la cual contiene dos dominios  coiled-coil o hélice superenrollada. Los dominios coiled-coil median la interacción entre las proteínas de la familia STIM, permitiendo que se unan y formen homo o heterodímeros (Fig. 1). Finalmente, al final de la región C-terminal, STIM2 contiene un dominio rico en prolina e histidina y un extremo rico en lisina de 17 aas (Fig. 1).

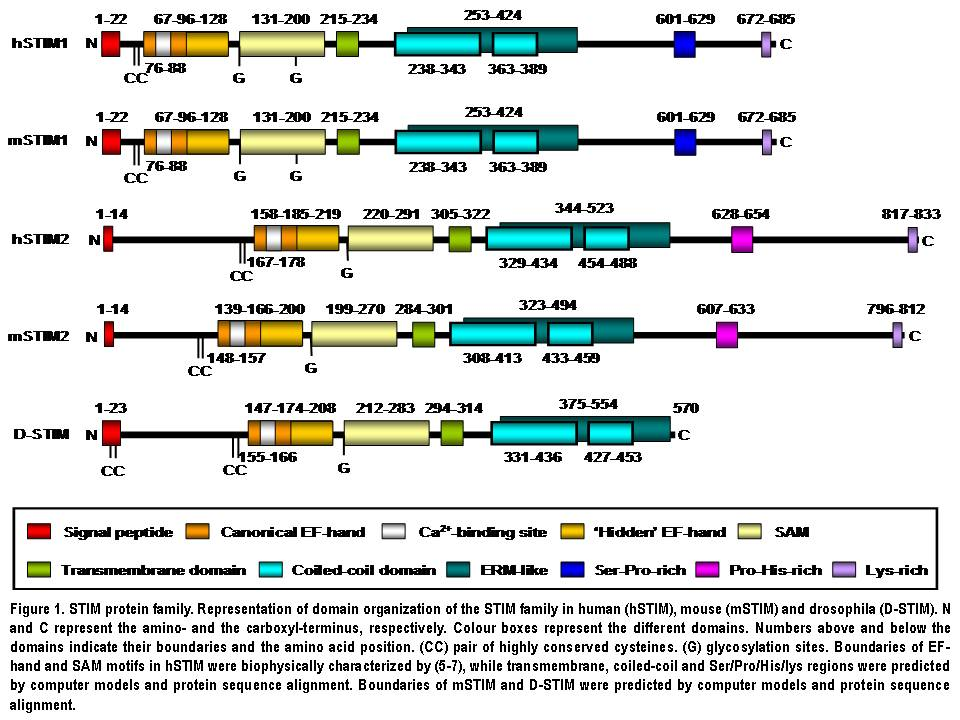
Figura 1. La familia STIM

### La región EF-hand-SAM
La región formada por los dominios EF-hand y SAM (EF-SAM) es vital para la función de las proteínas STIM. El dominio EF-hand es un sensor de Ca2+ que permite a las moléculas STIM detectar cambios en la concentración de Ca2+ ([Ca2+]) contenido dentro del S/ER. Las isoformas STIM se activan cuando se libera el Ca2+ físicamente unido al dominio EF-hand, como resultado de una disminución en la [Ca2+] dentro del S/ER, que normalmente se produce después de la activación de los receptores IP3. Estos receptores están localizados en la membrana del S/ER y actúan como canales a través de los cuales se libera al citoplasma el Ca2+ contenido en el S/ER , contribuyendo a su vaciado. Se ha comprobado tanto in vitro como in vivo, que las moléculas STIM que poseen dominios EF-hand mutantes que no son capaces de atrapar Ca2+ están constitutivamente activadas y a su vez activan continuamente SOCE, independientemente de la [Ca2+] en el S/ER.

El dominio SAM es importante para la oligomerización de las isoformas STIM, ya que versiones de ambas proteínas con mutaciones en este dominio pierden la capacidad de formar estructuras llamadas puctae (evaginaciones del S/ER a la membrana plasmática de la célula).
Estudios in vitro de unión a Ca2+, realizados con regiones EF–SAM aisladas a partir de versiones humanas de moléculas STIM1 (residuos 58–201) o STIM2 (residuos 149–292), mostraron que dichos fragmentos se unen a Ca2+ con una afinidad muy similar (STIM2 Kd~0.5 mM; STIM1 Kd~0.2–0.6 mM), estando dentro del rango de [Ca2+] encontrados en el S/ER. Sin embargo, STIM2 se diferencia de STIM1 en que la primera está parcialmente activa a [Ca2+] basales en el S/ER, y se activa totalmente mucho antes durante el vaciado del Ca2+ almacenado en el S/ER. A pesar de la misma afinidad por el Ca2+ mostrada por ambas regiones EF-SAM, la proteína completa de STIM2 muestra una sensibilidad menor por la [Ca2+] en células transfectadas in vitro. Esta discrepancia indica que otras regiones de la proteína contribuyen a la diferente sensibilidad por la [Ca2+] o al umbral de activación diferente mostrado por ambas isoformas.

El dominio EF-hand ‘‘oculto’’ carece de la habilidad de unirse a Ca2+, pero es esencial para las asociaciones intramoleculares, el plegamiento y la estabilidad de los dominios EF-hand y SAM. En el año 2008 se demostró que mutaciones estructurales críticas en el dominio EF-hand, EF-hand ‘‘oculto’’, o el dominio SAM elimina la sensibilidad a Ca2+ debido a la entera desestabilización de la región EF-SAM.

### Región C-terminal
La región C-terminal se encuentra en el compartimento citoplasmático de la célula y también juega un papel esencial en la función de las proteínas STIM. Además de mediar la interacción con canales de Ca2+ SOC, presenta una divergencia significativa en su secuencia entre ambas isoformas. En el ser humano, STIM2 contiene un dominio rico en prolina e histidina (PHAPHPSHPRHPHHPQHTPHSLPSPDP), localizado en una posición similar a la región rica en serina y prolina (SPSAPPGGSPHLDSSRSHSPSSPDPDTPSP) encontrada en STIM1. Esta divergencia en dicha región indica una posible diferencia en la función entre STIM1 y STIM2. Finalmente, ambas isoformas poseen regiones similares de 14 a 17 aas ricas en lisina, localizadas al final de la región C-terminal.

Se ha comprobado que fragmentos o péptidos lineales de la zona más polibásica de la región C-terminal de STIM1 (residuos 667-685) y STIM2 (residuos 730-746) son capaces de unirse a calmodulina con alta o baja afinidad en presencia o ausencia de Ca2+, respectivamente. Sin embargo, la mayoría de los estudios de interacciones moleculares mediadas por la región C-terminal se han realizado con STIM1. La adición de thapsigargina (un inhibidor de la bomba SERCA que estimula la activación de SOCE por vaciado pasivo de los depósitos intracelulares de Ca2+) a células en cultivo aisladas de glándulas salivares humanas o de ratón aumenta la coinmunoprecipitación de TRPC1 y Orai1 con STIM1.
Mediante experimentos de coexpresión in vitro de moléculas alteradas de STIM1, que carecen de diferentes partes de la región C-terminal, en células HEK293 se pudo comprobar que el dominio ERM (residuos 251-535, Fig. 1) media la migración de STIM1 a la membrana plasmática y la posterior interacción con canales de Ca2+ TRPC(1, 2,4 and 5).

Por otra parte, la región catiónica rica en lisina también es esencial para interaccionar con TRPC1. Li et al. identificaron esta región (aas 425-672) como posibles sitios de interacción entre STIM1-Orai1. Además, estudios de coinmunoprecipitación in vitro después de coexpresar proteínas STIM2 y Orai1 en células HEK293 revelaron que STIM2 también puede interaccionar físicamente con Orai1, probablemente a través de la región C-terminal de STIM2.

## Expresión y distribución en los tejidos
El ARN mensajero de STIM2 se expresa en la mayoría de los tejidos en el ser humano. STIM2 se expresa en muchas líneas celulares junto con STIM1, indicando que ambas isoformas normalmente son coexpresadas en una misma célula. STIM2 se expresa en la mayoría de los tejidos celulares, normalmente presente en cantidades más bajas que STIM1 excepto en el cerebro e hígado, donde STIM2 parece ser la isoforma dominante. La transcripción y traducción de Stim2 también está dinámicamente regulada. Por ejemplo, los linfocitos T nativos aumentan la expresión de STIM2 durante su activación y posterior diferenciación hacia linfocitos Th1 o Th2.

## Función de STIM2
Todavía existe controversia acerca de la función de STIM2 y actualmente está en investigación. Los primeros estudios realizados mediante técnicas de ARN corto de interferencia (siRNA) demostraron que la casi total ausencia de STIM1, pero no de STIM2, reducía enormemente la entrada de Ca2+ o SOCE en células de mamífero. Liou et al. observó una ligera reducción en SOCE al disminuir la expresión de STIM2 en células HeLa mediante técnicas de knockdown. Soboloff et al. sugirió a través de sus trabajos que STIM2 es capaz de inhibir SOCE cuando se expresa sola, pero coexpresada con Orai1 causa un incremento constitutivo sustancial de SOCE. En cambio, Brandman et al. sugirió que STIM2 podría actuar como un regulador que estabilizara los niveles basales de Ca2+ citoplásmicos y del S/ER. Usando técnicas de coexpresión in vitro de STIM2 y canales de Ca2+ SOC en células HEK293, Parvez et al., demostró que STIM2 puede estimular SOCE a través de dos vías, uno dependiente y otro independiente de los depósitos intracelulares de Ca2+. En conjunto, estos resultados indican una interacción compleja que está finamente regulada por la proporción de moléculas STIM1: STIM2: Orai y sus niveles endógenos en la célula.

Estudios realizados entre 2009-2010 en modelos in vitro de células humanas o murinos in vivo confirmaron los resultados publicados por Brandman et al. e indicaron que STIM2 podía participar en procesos de desarrollo y funcionamiento de muchos tipos celulares tales como mioblastos de músculo liso, células del sistema inmunitario y neuronas. Además, sugirieron que STIM2 podría está involucrada en procesos de tumorigenesis, en el desarrollo de enfermedades autoinmunes y en mecanismos de daño neuronal provocado por procesos de isquemia transitorios.

En condiciones de cultivo in vitro, células HEK293 que sobreexpresan o neuronas corticales que carecen de STIM2 muestran niveles de Ca2+ citoplasmático aumentado o disminuido respectivamente, apoyando la idea que STIM2 es esencial para la regulación de los niveles de Ca2+ intracelular. Sin embarco, las células son muy activas in vivo y los niveles de Ca2+ intracelular están continuamente fluctuando. Por tanto se hace necesario establecer métodos nuevos que permitan estudiar el papel de STIM2 en la regulación del Ca2+ intracelular in vivo.

En mioblastos humanos en cultivo, se ha podido comprobar que STIM2 participa en la diferenciación celular a miotubos. En el sistema inmunológico, STIM2 participa en la generación de interleucina 2 (IL-2) e interferón gamma (IFNγ) inducida por la activación de linfocitos T, probablemente a través de la estabilización de NFAT en el núcleo celular, así como en la diferenciación de linfocitos T nativas a linfocitos Th17, que presumiblemente juegan un papel importante en el desarrollo de las fases tempranas en enfermedades autoinmunes. De hecho, ratones deficientes en STIM2 mostraron una cierta resistencia en fases iniciales del desarrollo de reacciones autoinmunes. En tejido neuronal, STIM2 juega un papel esencial en procesos de daño cerebral isquémico o infarto cerebral, ya que se observó que ratones knockout que carecen de STIM2 son resistentes al daño neuronal isquémico que se produce como consecuencia de haber sufrido una interrupción transitoria del flujo sanguíneo en el cerebro. Este efecto neuroprotector de la ausencia de STIM2 después de un episodio isquémico indica que el desarrollo de moléculas que inhiban la función de STIM2 podría tener un potencial terapéutico como agentes neuroprotectores para el tratamiento del daño isquémico y desórdenes neurodegenerativos que conlleven una alteración de la homeostasis del Ca2+ intracelular, como el alzheimer y enfermedades mentales asociadas al envejecimiento. Además, el mismo trabajo sugirió una función importante de STIM2 en la memoria espacial dependiente del hipocampo, en la transmisión sináptica o en la plasticidad neuronal.

Finalmente, se ha sugerido una posible función oncogénica de STIM2, junto con STIM1, en glioblastoma multiforme, donde se observó un incremento en su expresión o en el número de copias. Además, el gen STIM2 se localiza en el cromosoma 4p15.1, una región cuya alteración está asociada con carcinomas invasivos de pulmón, mama, cuello y cabeza.

## Interacciones
Como se ha mencionado anteriormente, se ha demostrado que STIM2 interacciona con STIM1, canales SOC tales como Orai (ICRACM) o TRPC, calmodulina (CaM) y también fosfoinosítidos de la membrana plasmática. También se ha observado que la expresión de STIM2 está directa o indirectamente regulada por las presenilinas en fibroblastos embrionarios de ratón y en linfocitos B del ser humano.